# 小黄龙岛
小黄龙岛，位于中华人民共和国浙江省东北部舟山群岛嵊泗列岛中的一座小岛，隶属于浙江省嵊泗县黄龙乡管辖。小黄龙岛地处大黄龙岛以西340米，呈狭长形，长2.4千米，宽1.09千米，海岸线长7.33千米，陆地面积1.089平方千米，最高点大岗顶，海拔110.5米。小黄龙岛大部分目前属于嵊泗县磊鑫物资经营有限公司小黄龙采石场的采矿范围，进行建筑用石料（凝灰岩）的露天开采。